# Ольдерогге, Владимир Александрович
Влади́мир Алекса́ндрович Ольдеро́гге (24 июля [5 августа] 1873 года, Люблин, Царство Польское, Российская империя — 27 мая 1931, Харьков, УССР, СССР) — русский и советский военный деятель. Командующий Восточным фронтом РККА.

## Биография
Лютеранин. Родился 24 июля (5 августа) 1873 года в Люблине. Потомок офицера-датчанина, поступившего на русскую службу при Петре Великом.
Окончил Первый кадетский корпус (1890) и 2-е военное Константиновское училище (1894), откуда был выпущен подпоручиком в 29-й пехотный Черниговский полк. Позднее был переведён в лейб-гвардии Финляндский полк. В 1901 году окончил Николаевскую академию Генерального штаба по первому разряду, затем состоял при Киевском военном округе. С 26 ноября 1901 года был старшим адъютантом штаба 2-й сводной казачьей дивизии. Цензовое командование ротой отбывал с 25 октября 1902 по 25 октября 1903 года в 74-м пехотном Ставропольском полку.
Принимал участие в русско-японской войне. С 31 октября 1904 года состоял начальником дорожного отдела военно-окружного управления военных сообщений театра войны Маньчжурской армии, с 4 августа 1906 года — начальником строевого отдела Севастопольской крепости. С 23 мая по 23 сентября 1907 года отбывал цензовое командование батальоном в 49-м пехотном Брестском полку. С 4 декабря 1907 года Ольдерогге был заведующим передвижениями войск по железнодорожным и водным путям Иркутского района, с 7 февраля 1908 года — начальником строевого отдела Свеаборгской крепости, а с 2 ноября 1908 года — заведующим передвижениями войск по железнодорожным и водным путям Омского района. С 5 апреля 1912 года состоял в 5-м Сибирском стрелковом полку, с 16 мая 1912 года — в 110-м пехотном Камском полку, а с 28 января 1914 года — в 113-м пехотном Старорусском полку.

### Первая мировая война
В августе 1914 года Ольдерогге принимал участие в походе в Восточную Пруссию и битве при Гумбиннене. С 27 октября 1914 года командовал 113-м пехотным Старорусским полком. Принимал участие в боях 20-го армейского корпуса во время Августовской операции, в которой корпус был окружён. Ольдерогге пробился из окружения в авангарде корпуса (113-й и 114-й пехотные полки). С 12 марта 1916 года командовал бригадой 1-й Туркестанской стрелковой дивизии, а с 7 июля 1917 года — 1-й Туркестанской стрелковой дивизией.

### Гражданская война
Весной 1918 года Ольдерогге добровольно вступил в РККА. Военрук Новоржевского участка Завесы.
Командовал Новоржевской (позже Псковской и Литовской) стрелковой дивизией. Во главе этой дивизии Ольдерогге участвовал в боях с польскими войсками и с национальными армиями прибалтийских государств на территории Белоруссии, Литвы и Латвии.
В течение одного месяца был начальником штаба Восточного фронта, после чего находился в распоряжении РВС Восточного фронта. С 15 августа 1919 года командовал Восточным фронтом РККА, сменив на этом посту Михаила Фрунзе. На этом посту окончательно разбил войска Колчака в Западной Сибири. После расформирования 15 января 1920 года Восточного фронта возглавлял Западно-Сибирский военный округ.
С 25 октября 1920 года состоял для особых поручений при командующем Южным фронтом М. В. Фрунзе. Один из планировщиков Перекопско-Чонгарской операции.

Официальным командующим Южным фронтом 21 сентября [1920 г.] был назначен легендарный большевистский деятель М. В. Фрунзе. Реально же разрабатывали операцию по взятию Крыма начальник штаба фронта, бывший подполковник Генштаба И. X. Паука и помощник Фрунзе, бывший генерал-майор Генштаба В. А. Ольдерогге. К тому времени на счету командовавшего в 1919 году Восточным фронтом В. А. Ольдерогге был разгром армий Колчака, а И. Х. Паука успел отличиться в первой половине 1920 года на посту командарма 13.

### Послевоенная карьера
С 18 января 1921 года состоял инспектором пехоты и командующим войсками Украины и Крыма, а с 1 июня 1921 года — главным инспектором Военно-Учебных заведений Киевского военного района. Инспектор ГУ ВУЗ РККА. С 1922 года являлся помощником руководителя Военно-научного общества, переименованное затем в Осоавиахим.
С февраля 1924 года был начальником (позже помощником начальника) Объединённой школы имени Каменева. Военрук Киевского политехнического института, затем главный военрук Киева.
Владимир Ольдерогге был арестован 7 декабря 1930 года по делу «Весна». Во время следствия признался в том, что был руководителем контрреволюционной офицерской организации на Украине. Приговором Военной Коллегии ОГПУ от 20 мая 1931 года по ст. 58 пп. 2, 11 осуждён к высшей мере наказания. Расстрелян 27 мая 1931 года в Харькове.
Определением Военного трибунала Киевского ВО от 30 апреля 1974 года дело за отсутствием состава преступления было прекращено и Ольдерогге был посмертно реабилитирован.

## Чины
- Подпоручик (ст. 04.08.1892).
- Поручик (ст. 04.08.1896).
- Штабс-капитан гвардии (ст. 04.08.1900).
- капитан ГШ (ст. 04.08.1900).
- Подполковник (ст. 06.12.1904).
- Полковник (ст. 06.12.1908).
- Генерал-майор (ст. 06.02.1915).

## Награды
- Орден Святого Станислава 3-й ст. (1903);
- Орден Святой Анны 3-й степени (1906);
- Орден Святого Станислава 2-й степени (1907).
- Орден Святой Анны 2-й степени (ВП 06.06.1914)
- Георгиевское оружие (13.10.1914)
- Орден Святого Владимира 4-й степени с мечами и бантом (ВП 26.02.1915)
- Орден Святого Владимира 3-й степени с мечами (ВП 17.07.1915)
- Орден Святого Станислава 1-й степени с мечами (ВП 16.01.1916)
- Орден Святой Анны 1-й степени с мечами (ВП 07.01.1917)
- мечи к ордену Святой Анны 2-й степени (7.02.1917)
- Орден Красного Знамени (19.12.1919)